# Municipio de St. Wendel
El municipio de St. Wendel (en inglés: St. Wendel Township) es un municipio ubicado en el condado de Stearns en el estado estadounidense de Minnesota. En el año 2010 tenía una población de 2150 habitantes y una densidad poblacional de 23,02 personas por km².

## Geografía
El municipio de St. Wendel se encuentra ubicado en las coordenadas 45°38′12″N 94°19′57″O / 45.63667, -94.33250. Según la Oficina del Censo de los Estados Unidos, el municipio tiene una superficie total de 93.42 km², de la cual 92,63 km² corresponden a tierra firme y (0,85 %) 0,79 km² es agua.

## Demografía
Según el censo de 2010, había 2150 personas residiendo en el municipio de St. Wendel. La densidad de población era de 23,02 hab./km². De los 2150 habitantes, el municipio de St. Wendel estaba compuesto por el 98,93 % blancos, el 0,19 % eran afroamericanos, el 0,09 % eran amerindios, el 0,28 % eran asiáticos y el 0,51 % eran de una mezcla de razas. Del total de la población el 0,28 % eran hispanos o latinos de cualquier raza.